# Huang Tso-chun
Huang Tso-chun (* 25. Juli 2003) ist ein taiwanischer Leichtathlet, der sich auf den Sprint spezialisiert hat.

## Sportliche Laufbahn
Erste internationale Erfahrungen sammelte Huang Tso-chun bei den World Athletics Relays 2025 in Guangzhou, bei denen er mit der taiwanischen 4-mal-100-Meter-Staffel eine Direktqualifikation für die Weltmeisterschaften in Tokio verpasste. Anschließend verhalf er dem Team bei den Asienmeisterschaften in Gumi zum Finaleinzug. Im Juli schied er bei den World University Games in Bochum mit 21,31 s im Halbfinale im 200-Meter-Lauf aus.
2024 wurde Huang taiwanischer Meister im 200-Meter-Lauf.

## Persönliche Bestzeiten
- 100 Meter: 10,37 s (+0,2 m/s), 25. September 2023 in Neu-Taipeh
- 200 Meter: 20,77 s (0,0 m/s), 8. Juni 2025 in Taipeh